# جدول مدال‌های المپیک تابستانی ۱۹۶۸
جدول مدال بازی‌های المپیک تابستانی ۱۹۶۸ فهرستی از مدال‌های کسب شده توسط ورزشکاران است در طول برگزاری المپیک تابستانی سال ۱۹۶۸ میلادی که در شهر مکزیکو سیتی کشور مکزیک برگزار شد و در آن دوره ۴۴ کشور با مدال و ۷۸ کشور بی مدال این دوره مسابقه‌ها را ترک کردند.

## جدول مدال‌ها
| رتبه  | کشور                      | طلا | نقره | برنز | مجموع |
| ۱     | ایالات متحده آمریکا (USA) | ۴۵  | ۲۸   | ۳۴   | ۱۰۷   |
| ۲     | اتحاد شوروی (URS)         | ۲۹  | ۳۲   | ۳۰   | ۹۱    |
| ۳     | ژاپن (JPN)                | ۱۱  | ۷    | ۷    | ۲۵    |
| ۴     | مجارستان (HUN)            | ۱۰  | ۱۰   | ۱۲   | ۳۲    |
| ۵     | آلمان شرقی (GDR)          | ۹   | ۹    | ۷    | ۲۵    |
| ۶     | فرانسه (FRA)              | ۷   | ۳    | ۵    | ۱۵    |
| ۷     | چکسلواکی (TCH)            | ۷   | ۲    | ۴    | ۱۳    |
| ۸     | آلمان غربی (FRG)          | ۵   | ۱۱   | ۱۰   | ۲۶    |
| ۹     | استرالیا (AUS)            | ۵   | ۷    | ۵    | ۱۷    |
| ۱۰    | بریتانیای کبیر (GBR)      | ۵   | ۵    | ۳    | ۱۳    |
| ۱۱    | لهستان (POL)              | ۵   | ۲    | ۱۱   | ۱۸    |
| ۱۲    | رومانی (ROU)              | ۴   | ۶    | ۵    | ۱۵    |
| ۱۳    | ایتالیا (ITA)             | ۳   | ۴    | ۹    | ۱۶    |
| ۱۴    | کنیا (KEN)                | ۳   | ۴    | ۲    | ۹     |
| ۱۵    | مکزیک (MEX)               | ۳   | ۳    | ۳    | ۹     |
| ۱۶    | یوگسلاوی (YUG)            | ۳   | ۳    | ۲    | ۸     |
| ۱۷    | هلند (NED)                | ۳   | ۳    | ۱    | ۷     |
| ۱۸    | بلغارستان (BUL)           | ۲   | ۴    | ۳    | ۹     |
| ۱۹    | ایران (IRI)               | ۲   | ۱    | ۲    | ۵     |
| ۲۰    | سوئد (SWE)                | ۲   | ۱    | ۱    | ۴     |
| ۲۱    | ترکیه (TUR)               | ۲   | ۰    | ۰    | ۲     |
| ۲۲    | دانمارک (DEN)             | ۱   | ۴    | ۳    | ۸     |
| ۲۳    | کانادا (CAN)              | ۱   | ۳    | ۱    | ۵     |
| ۲۴    | فنلاند (FIN)              | ۱   | ۲    | ۱    | ۴     |
| ۲۵    | اتیوپی (ETH)              | ۱   | ۱    | ۰    | ۲     |
| ۲۵    | نروژ (NOR)                | ۱   | ۱    | ۰    | ۲     |
| ۲۷    | نیوزیلند (NZL)            | ۱   | ۰    | ۲    | ۳     |
| ۲۸    | تونس (TUN)                | ۱   | ۰    | ۱    | ۲     |
| ۲۹    | پاکستان (PAK)             | ۱   | ۰    | ۰    | ۱     |
| ۲۹    | ونزوئلا (VEN)             | ۱   | ۰    | ۰    | ۱     |
| ۳۱    | کوبا (CUB)                | ۰   | ۴    | ۰    | ۴     |
| ۳۲    | اتریش (AUT)               | ۰   | ۲    | ۲    | ۴     |
| ۳۳    | سوئیس (SUI)               | ۰   | ۱    | ۴    | ۵     |
| ۳۴    | مغولستان (MGL)            | ۰   | ۱    | ۳    | ۴     |
| ۳۵    | برزیل (BRA)               | ۰   | ۱    | ۲    | ۳     |
| ۳۶    | بلژیک (BEL)               | ۰   | ۱    | ۱    | ۲     |
| ۳۶    | کره جنوبی (KOR)           | ۰   | ۱    | ۱    | ۲     |
| ۳۶    | اوگاندا (UGA)             | ۰   | ۱    | ۱    | ۲     |
| ۳۹    | کامرون (CMR)              | ۰   | ۱    | ۰    | ۱     |
| ۳۹    | جامائیکا (JAM)            | ۰   | ۱    | ۰    | ۱     |
| ۴۱    | آرژانتین (ARG)            | ۰   | ۰    | ۲    | ۲     |
| ۴۲    | یونان (GRE)               | ۰   | ۰    | ۱    | ۱     |
| ۴۲    | هند (IND)                 | ۰   | ۰    | ۱    | ۱     |
| ۴۲    | چین (ROC)                 | ۰   | ۰    | ۱    | ۱     |
| مجموع | مجموع                     | ۱۷۴ | ۱۷۰  | ۱۸۳  | ۵۲۷   |